# Mauro Cosolito
Mauro Nicolás Cosolito (Santa Fe, 18 de diciembre de 1988) es un jugador de baloncesto argentino. Juega de alero en Gimnasia y Esgrima de la Liga Nacional de Básquet de Argentina. 
Es hermano de Fabrizio Cosolito, quien también juega al baloncesto de forma profesional. 

## Trayectoria
Cosolito se formó en la cantera del club Banco Provincia de Santa Fe, su ciudad natal. En esos primeros años en los que inició su carrera deportiva, el jugador estudió en el Instituto Superior de Educación Física N° 27, del cual egresó con el título de Profesor de Educación Física. El número 30 con el que habitualmente juega es un homenaje a sus abuelos, quienes lo ayudaron para que concluyera sus estudios.
Fichado por Unión, fue parte del plantel que, en un partido histórico disputado el 29 de mayo del 2013, conquistó el Torneo Federal de Básquetbol al derrotar a Barrio Parque con un marcador de 81-77.
En noviembre de 2013 se descompensó antes de uno de los partidos que su equipo debía jugar por el TNA. Tras realizarse unos estudios, le detectaron que padece de diabetes.
Se incorporó a Olímpico en 2014, haciendo su debut por primera vez en un equipo de la Liga Nacional de Básquet. Tras tres temporadas en la institución santiagueña, fichó con Ferro en Buenos Aires.
Fue elegido por el público para jugar en el 31 Juego de las Estrellas el julio de 2019, donde se llevó la competencia del Tiro de las Estrellas con el equipo amarillo conformado también por Juan Gutiérrez y Débora González. La actividad tenía tiros de varios sectores de la cancha y finalizaba con uno desde mitad de cancha para cortar el reloj.
Cosolito jugó cuatro temporadas en Quimsa, club al que lideró en la conquista de la Liga de Campeones de Baloncesto de las Américas 2019-20 y de la Liga Nacional de Básquet 2022-23. 
En julio de 2023 se unió a Instituto. Esa temporada su equipo se consagró campeón de la Liga Sudamericana de Baloncesto 2023 y culminó como subcampeón de la LNB. 
Aunque tenía ofertas para jugar en Brasil, en agosto de 2024 se anunció su regreso a Unión de Santa Fe. En la temporada siguiente pasó a las filas de Gimnasia y Esgrima.

## Selección nacional
Cosolito jugó con la selección de baloncesto de Argentina en la edición de 2016 de la Copa Boris Stankovic.

## Palmarés

### Campeonatos
- Actualizado hasta el 1 de julio del 2024.

| Título                                       | Club       | País      | Año         |
| -------------------------------------------- | ---------- | --------- | ----------- |
| Ascenso al TNA                               | Unión (SF) | Argentina | 2012-2013   |
| Campeón Basketball Champions League Americas | Quimsa     | Argentina | 2020        |
| Campeón Liga Nacional de Básquet             | Quimsa     | Argentina | 2022 - 2023 |
| Campeón Liga Sudamericana de Baloncesto      | Instituto  | Argentina | 2023        |

### Individuales
- Actualizado hasta el 18 de diciembre de 2017.

| Premio                                            | Club     | País      | Año                              |
| ------------------------------------------------- | -------- | --------- | -------------------------------- |
| Mejor Sexto Hombre de la Liga Nacional de Básquet | Olímpico | Argentina | Liga Nacional de Básquet 2015-16 |